# Coptops rufa
Coptops rufa är en skalbaggsart som beskrevs av Thomson 1878. Coptops rufa ingår i släktet Coptops och familjen långhorningar. Inga underarter finns listade i Catalogue of Life.